# C/2012 F6
C/2012 F6 (Lemmon)是一顆長週期彗星，於2012年3月23日由A. R. Gibbs於獅子座發現，他使用位於亞利桑那州圖森市北部聖卡塔利娜山脈萊蒙山頂萊蒙山巡天的1.5公尺反射式望遠鏡發現彗星。最初，該天體被認為是小行星，後來的觀察證實具有彗星外觀。C/2012 F6彗星的軌道偏心率很大，近日點時距離太陽最近處為0.73天文單位，遠日點時距離太陽最遠處為973天文單位。這也導致了該彗星具有長週期特性，軌道周期約為8,000年。
2012年的大部分時間裡，對C/2012 F6的觀測仍然局限於CCD影像，但它在一年中逐漸變亮。2012年11月下旬，該彗星變得足夠明亮，可以用望遠鏡觀看，到年底其視星等估計為9等。2013年初，亮化現象持續出現，並於 3月下旬達到視星等5等，不過觀測範圍主要侷限於南半球。2013年3月24日，C/2012 F6到達其軌道近日點，隨後開始變暗。 2013年4月20日，C/2012 F6彗星穿越天球赤道，在北半球可見，但此時彗星的亮度已遠低於峰值亮度。